# Cmentarz wojenny nr 352 – Marcinkowice

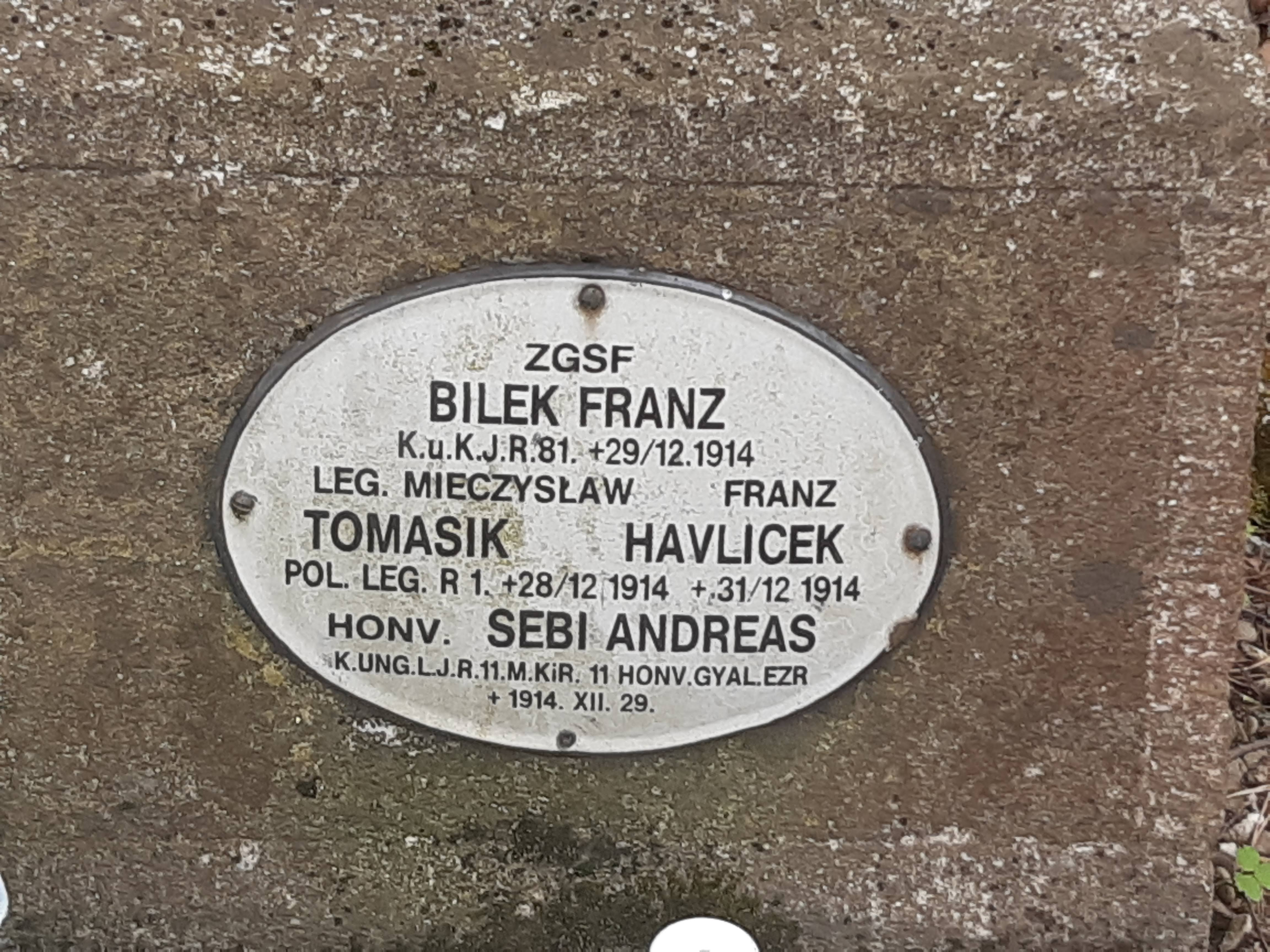
Tabliczka z danymi poległych legionistów

Cmentarz wojenny nr 352 – Marcinkowice – cmentarz z I wojny światowej znajdujący się we wsi Marcinkowice w województwie małopolskim, w powiecie nowosądeckim, w gminie Chełmiec.
Jest jednym z 400 zachodniogalicyjskich cmentarzy wojennych zbudowanych przez Oddział Grobów Wojennych C. i K. Komendantury Wojskowej w Krakowie. W X okręgu limanowskim cmentarzy tych jest 36. Mieszkańcy Marcinkowic własnym kosztem wystawili poległym legionistom pomnik "wysoki, biały w kształcie obeliska", który został poświęcony 30 maja 1915 roku przez ks. Wcisło z Chomranic. Na wzgórzach marcinkowickich 6 grudnia 1914 roku zginęło 7 legionistów: kapitan Władysław Milko, redaktor ze Lwowa i legioniści: Stefan Wyszkowski – kierownik kopalń naftowych z Borysławia, Stanisław Trojanowski ze Lwowa, Władysław Szymanowicz – słuchacz akademii górniczej w Leoben, Władysław Kołodziej – uczeń ze Stryja, Józef Wnęk – masarz z Zakopanego i Jan Kapka – uczeń gimnazjum z Podgórza. Zwłoki Szymanowicza i Kapki ekshumowano i przewieziono do rodzinnych miejscowości.
Pochowano na nim 25 żołnierzy austro-węgierskich, 9 żołnierzy Legionów oraz 5 żołnierzy rosyjskich. Cmentarz projektował Gustaw Ludwig.

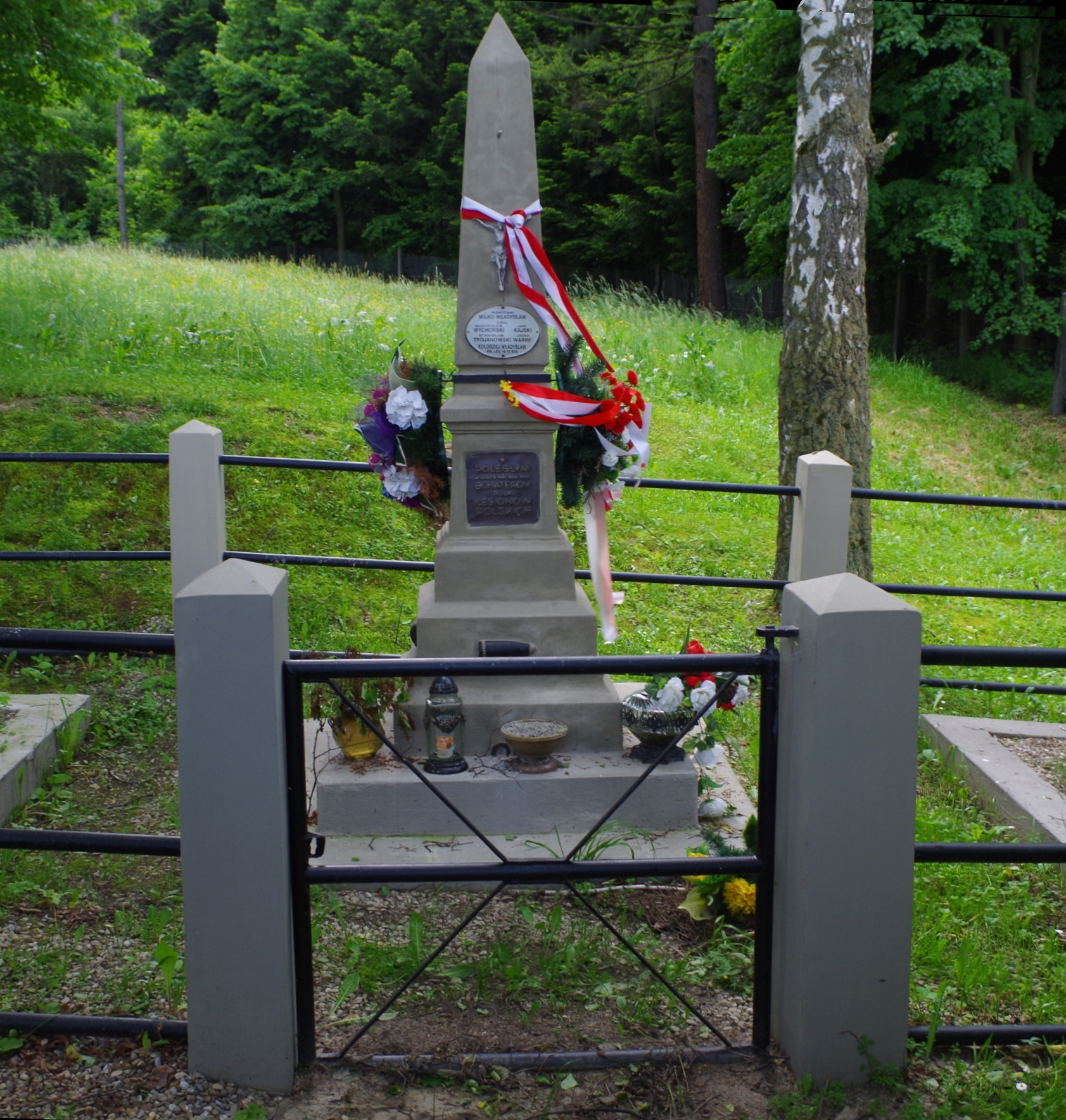
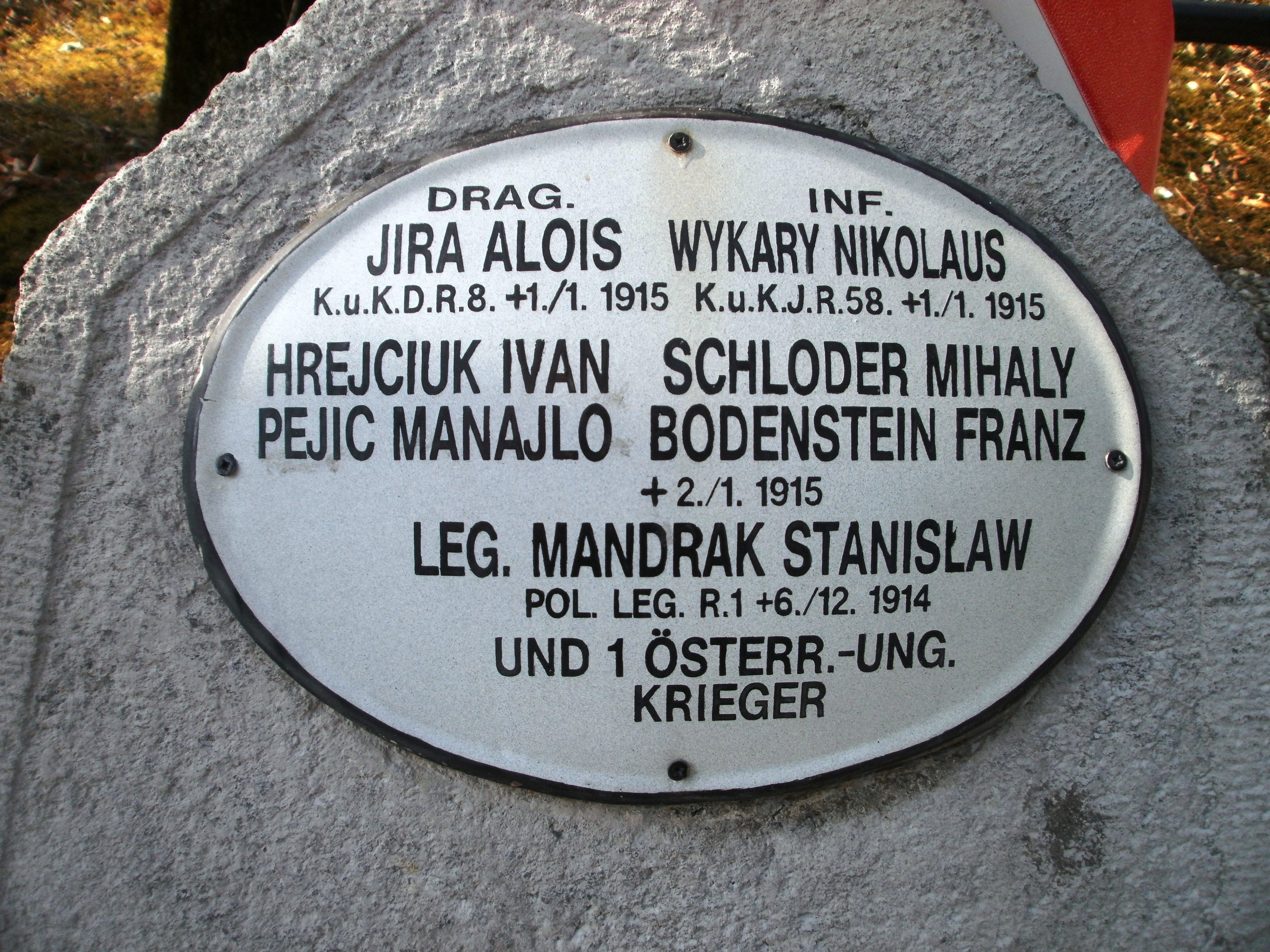
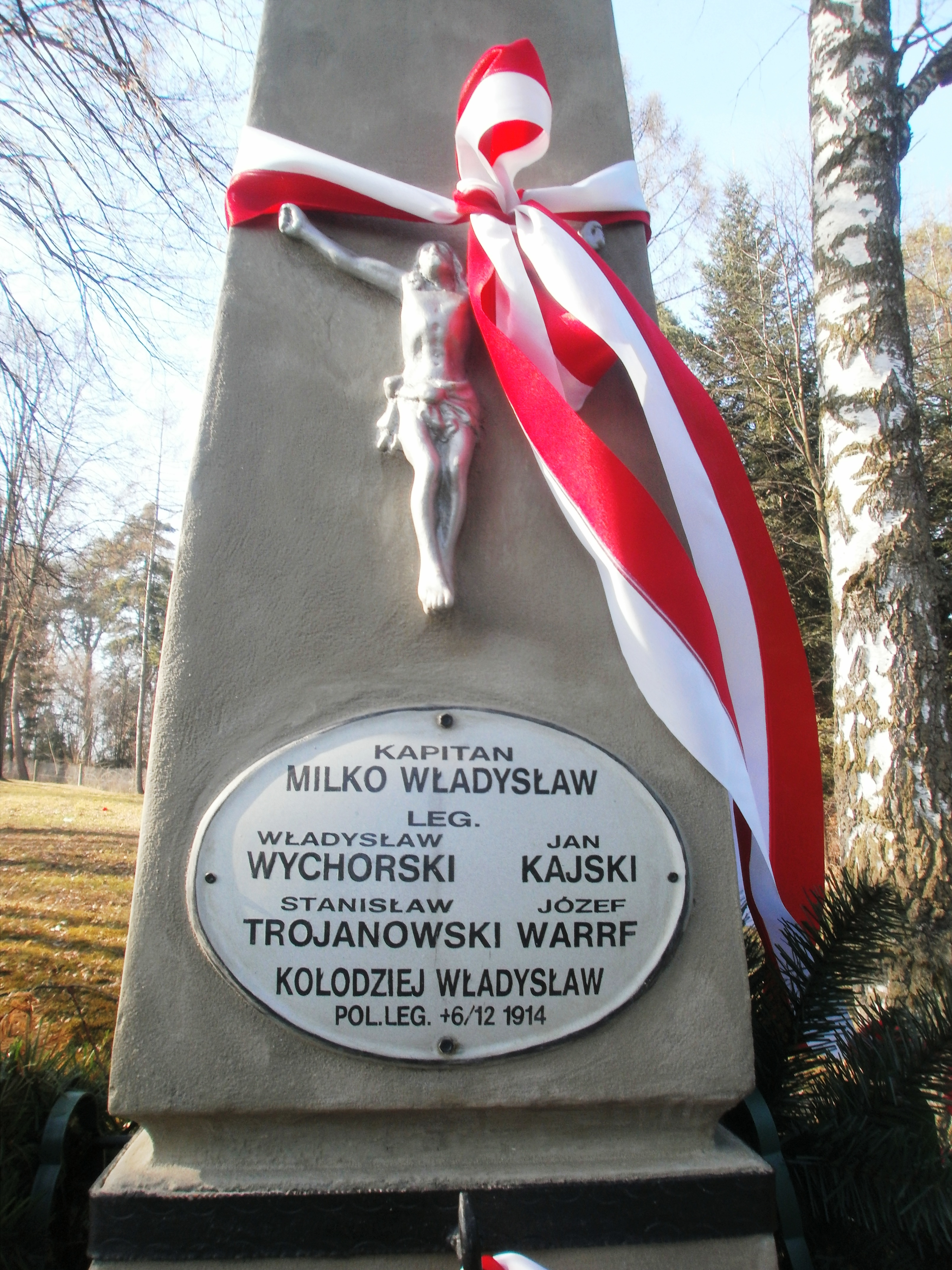